# San Cristóbal (Bogotá)
San Cristóbal é uma localidade da cidade de Bogotá..
Está localizado a sudeste da cidade, incluindo uma parte urbana e uma extensão rural nas colinas orientais (Cerros orientales na espanhol).

## Sítios interessantes
- Templo da Divino Filho Jesus (Veinte de Julio)
- Parque San Cristobal
- Parque Entrenubes (entre as nuveus)
- Parque Gaitán Cortés
- Velódromo Primero de Mayo (Primeiro Maio)